# Terror and Magnificence
Albums de Elvis Costello and John Harle
Costello and Nieve
(1995) Extreme Honey: The Very Best of the Warner Bros Years
(1997)
Terror and Magnificence est un album de John Harle et Elvis Costello sorti en 1997.

## Liste des titres
| No  | Titre                                                      | Durée |
| --- | ---------------------------------------------------------- | ----- |
| 1.  | Illyria (de "Mistress Nine") (Instrumental)                | 3:39  |
| 2.  | O Mistress Nine (de "Mistress Nine")                       | 4:03  |
| 3.  | Come Away, Death (de "Mistress Nine")                      | 4:28  |
| 4.  | When That I Was and a Little Tiny Boy (de "Mistress Nine") | 5:10  |
| 5.  | Terror and Magnificence                                    | 20:06 |
| 6.  | Since First I Saw Your Face (de "The Three Ravens")        | 3:50  |
| 7.  | The Three Ravens (de "The Three Ravens")                   | 5:37  |
| 8.  | How Should I My True Love Know? (de "The Three Ravens")    | 4:53  |
| 9.  | Hunting the Hare                                           | 7:28  |
| 10. | Rosie-Blood (Sederunt)                                     | 13:32 |